# Caymanøerne ved OL
Caymanøerne deltog første gang i olympiske lege under sommer-OL 1976 i Montréal. Nationen boykottede sommer-OL 1980 i Moskva, men har deltaget i samtlige sommerlege siden. Caymanøerne deltog for første gang i vinterlege under vinter-OL 2010 i Vancouver. Caymanøerne har aldrig vundet nogen olympisk medalje.

## Medaljeoversigt
| Caymanøernes medaljer under de olympiske sommerlege | Caymanøernes medaljer under de olympiske sommerlege | Caymanøernes medaljer under de olympiske sommerlege | Caymanøernes medaljer under de olympiske sommerlege | Caymanøernes medaljer under de olympiske sommerlege | Caymanøernes medaljer under de olympiske sommerlege |                     | Caymanøernes medaljer under de olympiske vinterlege | Caymanøernes medaljer under de olympiske vinterlege | Caymanøernes medaljer under de olympiske vinterlege | Caymanøernes medaljer under de olympiske vinterlege | Caymanøernes medaljer under de olympiske vinterlege | Caymanøernes medaljer under de olympiske vinterlege |
| Lege                                                | Guld                                                | Sølv                                                | Bronze                                              | Totalt                                              | Rang                                                | Lege                | Guld                                                | Sølv                                                | Bronze                                              | Totalt                                              | Rang                                                |                                                     |
| 1976 Montréal                                       | 0                                                   | 0                                                   | 0                                                   | 0                                                   | –                                                   | 1976 Innsbruck      | Deltog ikke                                         | Deltog ikke                                         | Deltog ikke                                         | Deltog ikke                                         | Deltog ikke                                         |                                                     |
| 1980 Moskva                                         | Deltog ikke                                         | Deltog ikke                                         | Deltog ikke                                         | Deltog ikke                                         | Deltog ikke                                         | 1980 Lake Placid    | Deltog ikke                                         | Deltog ikke                                         | Deltog ikke                                         | Deltog ikke                                         | Deltog ikke                                         |                                                     |
| 1984 Los Angeles                                    | 0                                                   | 0                                                   | 0                                                   | 0                                                   | –                                                   | 1984 Sarajevo       | Deltog ikke                                         | Deltog ikke                                         | Deltog ikke                                         | Deltog ikke                                         | Deltog ikke                                         |                                                     |
| 1988 Seoul                                          | 0                                                   | 0                                                   | 0                                                   | 0                                                   | –                                                   | 1988 Calgary        | Deltog ikke                                         | Deltog ikke                                         | Deltog ikke                                         | Deltog ikke                                         | Deltog ikke                                         |                                                     |
| 1992 Barcelona                                      | 0                                                   | 0                                                   | 0                                                   | 0                                                   | –                                                   | 1992 Albertville    | Deltog ikke                                         | Deltog ikke                                         | Deltog ikke                                         | Deltog ikke                                         | Deltog ikke                                         |                                                     |
| 1996 Atlanta                                        | 0                                                   | 0                                                   | 0                                                   | 0                                                   | –                                                   | 1994 Lillehammer    | Deltog ikke                                         | Deltog ikke                                         | Deltog ikke                                         | Deltog ikke                                         | Deltog ikke                                         |                                                     |
| 2000 Sydney                                         | 0                                                   | 0                                                   | 0                                                   | 0                                                   | –                                                   | 1998 Nagano         | Deltog ikke                                         | Deltog ikke                                         | Deltog ikke                                         | Deltog ikke                                         | Deltog ikke                                         |                                                     |
| 2004 Athen                                          | 0                                                   | 0                                                   | 0                                                   | 0                                                   | –                                                   | 2002 Salt Lake City | Deltog ikke                                         | Deltog ikke                                         | Deltog ikke                                         | Deltog ikke                                         | Deltog ikke                                         |                                                     |
| 2008 Beijing                                        | 0                                                   | 0                                                   | 0                                                   | 0                                                   | –                                                   | 2006 Torino         | Deltog ikke                                         | Deltog ikke                                         | Deltog ikke                                         | Deltog ikke                                         | Deltog ikke                                         |                                                     |
| 2012 London                                         | 0                                                   | 0                                                   | 0                                                   | 0                                                   | –                                                   | 2010 Vancouver      | 0                                                   | 0                                                   | 0                                                   | 0                                                   | –                                                   |                                                     |
| 2016 Rio de Janeiro                                 | 0                                                   | 0                                                   | 0                                                   | 0                                                   | –                                                   | 2014 Sotji          | 0                                                   | 0                                                   | 0                                                   | 0                                                   | –                                                   |                                                     |
| 2020 Tokyo                                          |                                                     |                                                     |                                                     |                                                     | –                                                   | 2018 Pyeongchang    | Deltog ikke                                         | Deltog ikke                                         | Deltog ikke                                         | Deltog ikke                                         | Deltog ikke                                         |                                                     |
| Totalt                                              | 0                                                   | 0                                                   | 0                                                   | 0                                                   |                                                     | Totalt              | 0                                                   | 0                                                   | 0                                                   | 0                                                   |                                                     |                                                     |